# Ephraim King Wilson (1771–1834)
Ephraim King Wilson, född 15 september 1771 nära Snow Hill, Maryland, död 2 januari 1834 i Snow Hill, Maryland, var en amerikansk politiker. Han var ledamot av USA:s representanthus 1827-1831.
Wilson utexaminerades 1790 från College of New Jersey (numera Princeton University). Han studerade sedan juridik och inledde 1792 sin karriär som advokat i Snow Hill.
Wilson efterträdde 1827 Robert N. Martin som kongressledamot. Han var en anhängare av Andrew Jackson. Wilson efterträddes 1831 i representanthuset av John S. Spence.
Wilson var presbyterian. Han gravsattes på Makemie Memorial Cemetery i Snow Hill. Sonen Ephraim King Wilson var ledamot av USA:s senat 1885-1891.